# Aleksandr Suchorukow
Aleksandr Nikołajewicz Suchorukow (ros. Александр Николаевич Сухоруков;  ur. 22 lutego 1988 w Uchcie) – rosyjski pływak.
W 2008 roku zdobył srebrny medal  na igrzyskach olimpijskich w sztafecie 4 × 200 m stylem dowolnym. W tym samym roku zdobył złoty medal w sztafecie 4 × 100 m stylem dowolnym na mistrzostwach świata na krótkim basenie w Manchesterze. W 2009 roku na mistrzostwach świata w Rzymie zdobył srebrny medal w sztafecie 4 × 100 m stylem dowolnym. Rok później, w Dubaju, wraz ze sztafetą 4 × 200 dowolnym, zdobył złoty medal mistrzostw na krótkim basenie.
Wyróżniony tytułem Zasłużonego Mistrza Sportu oraz w 2009 r. odznaczony Orderem „Za zasługi dla Ojczyzny”

## Odznaczenia
- Zasłużony Mistrz Sportu
- Order „Za zasługi dla Ojczyzny” II klasy (2009)